# Virus de la grippe A (H7N2)
Espèce
Classification phylogénétique
- Espèce : virus de la grippe A
  - sous-type H1N1
  - sous-type H1N2
  - sous-type H2N2
  - sous-type H2N3
  - sous-type H3N1
  - sous-type H3N2
  - sous-type H3N8
  - sous-type H5N1
  - sous-type H5N2
  - sous-type H5N3
  - sous-type H5N6
  - sous-type H5N8
  - sous-type H5N9
  - sous-type H6N1
  - sous-type H6N2
  - sous-type H7N1
  - sous-type H7N2
  - sous-type H7N3
  - sous-type H7N4
  - sous-type H7N7
  - sous-type H7N9
  - sous-type H9N2
  - sous-type H10N7

Le sous-type H7N2 du virus de la grippe A fait référence aux types de deux antigènes présents à la surface du virus : l'hémagglutinine de type 7 et la neuraminidase de type 2. Le virus de la grippe A est un virus à ARN monocaténaire de polarité négative à génome segmenté (8 segments) qui appartient au genre Alphainfluenzavirus de la famille des Orthomyxoviridae.
Il s'agit d'un sous-type considéré comme faiblement pathogène (LPAI), mais il est néanmoins susceptible de se réassortir en variantes hautement pathogènes (HPAI H7N2) en présence de virus de la grippe A H5 et H7 si les conditions sont favorables. La présence de ce virus a été détectée par sérologie chez des humains sans que cela se traduise par des symptômes sévères. Il affecte habituellement des oiseaux, provoquant des épidémies dans les élevages de volailles, et peut également toucher les porcs et les chats ; la contamination d'humains demeure rare.